# FA Women's National League Cup
FA Women's National League Cup hade premiär säsongen 1991/1992. Turneringen hette ursprungligen FA Women's Premier League Cup men bytte till det nuvarande namnet inför säsongen 2018/2019. Är en engelsk fotbollscup för klubbar på nivå 3-8 i det Englands ligasystem för fotboll. Dom två översta nivåerna lag i FA Women's Super League och FA Women's Championship är inte längre med i Cupen från och med 2018/2019. Det har en egen cup FA Women's League Cup. 

## Damernas ligacup-vinnare
- 1992 – Arsenal LFC
- 1993 – Arsenal LFC
- 1994 – Arsenal LFC
- 1995 – Wimbledon LFC
- 1996 – Wembley LFC (nu känd under namnet Queen's Park Rangers LFC)
- 1997 – Millwall LFC
- 1998 – Arsenal LFC
- 1999 – Arsenal LFC
- 2000 – Arsenal LFC
- 2001 – Arsenal LFC
- 2002 – Fulham LFC
- 2003 – Fulham LFC
- 2004 – Charlton Athletic LFC
- 2005 – Arsenal LFC
- 2006 – Charlton Athletic LFC
- 2007 – Arsenal LFC
- 2008 – Everton LFC
- 2009 – Arsenal LFC
- 2010 – Leeds United LFC
- 2011 – Barnet LFC Ladies
- 2012 – Sunderland WFC
- 2013 – Aston Villa LFC
- 2014 – Sheffield F.C. Ladies
- 2015 – Charlton Athletic LFC